# Linia kolejowa Lelle – Parnawa
Linia kolejowa Lelle – Parnawa – linia kolejowa w Estonii łącząca stację Lelle ze ślepą stacją Parnawa. 
Linia na całej długości jest niezelektryfikowana i jednotorowa.

## Historia
Stacja Parnawa powstała w czasach carskich. Dojazd do niej prowadził z Mõisaküli.
Z powodu konieczności pokonania okrężnej drogi, pociągi trasę z Tallinna do Parnawy pokonywały w czasie 15 godzin. Po uzyskaniu niepodległości przez Estonię postanowiono skrócić tę trasę, poprzez budowę nowej linii z Lelle. Linia została otwarta 29 lutego 1928. Początkowo była to kolej wąskotorowa, przebudowana do toru szerokiego w okresie sowieckim - przebudowę ukończono w 1971, jednocześnie kończąc linię na położonej na przedmieściu Parnawy stacji Parnawa. W 1981 linia przestała być ślepa, gdy tor szeroki pociągnięto do Mõisaküli.
W XXI wieku linia ponownie stała się ślepa, po rozbiórce w 2008 linii Parnawa – Mõisaküla. W 2014 wyremontowano perony, znajdujące się wzdłuż linii. W 2018 stan techniczny linii nie pozwalał już na prowadzenie dogodnych połączeń pasażerskich. W planach był warty 17 mln euro remont szlaku, jednak rząd estoński odmówił jego sfinansowania, uznając go za ekonomicznie nieuzasadniony w perspektywie budowy Rail Baltica, która ma połączyć m.in. Tallinn z Parnawą i której planowany czas ukończenia to 2026. W związku z tą decyzją 8 grudnia 2018 wstrzymano ruch pasażerski na linii.
Początkowo linia leżała w Estonii, następnie w Związku Sowieckim (1940 - 1991). Od 1991 ponownie znajduje się w granicach niepodległej Estonii.